# ハーレイ・クロス
ハーレイ・クロス（Harley Cross、1978年 - ）は、アメリカ合衆国の俳優。

## 出演作品
- ＳＨＲＩＥＫ 最低絶叫計画 !？
- ダイヴ
- シャンヌのパリ、そしてアメリカ
- 永遠のワルツ/白い犬とワルツを
- アイリスへの手紙（リチャード・キング）
- ジャッカー（トラヴィス・ナイト）
- 再会のクリスマス
- 誰かに見られてる
- サンタリア 魔界怨霊（クリス・ジャミソン）
- ペルディータ
- 愛についてのキンゼイ・レポート
- ロー&オーダー
- ザ・フライ2 二世誕生
- 燃えつきるまで